# گمینا پژدبوژ
گمینا پژدبوژ (به لهستانی:  Gmina Przedbórz) یک گمینا در لهستان است که در شهرستان رادومسکو واقع شده‌است. گمینا پژدبوژ ۱۸۹٫۹۴ کیلومتر مربع مساحت و ۷٬۵۹۵ نفر جمعیت دارد.